# ユーリ・ロトマン
ユーリ・ミハイロヴィチ・ロトマン (ロシア語: Ю́рий Миха́йлович Ло́тман、エストニア語表記:Juri Lotman)(ペトログラード、1922年2月28日 - 1993年10月28日)はタルトゥ大学に在籍していた著名な記号学者、文化歴史学者である。エストニア科学アカデミーのメンバーであった。Tartu-Moscow Semiotic Schoolの創始者。自著出版物の数は800を超える。タリン大学の記号学リポジトリがユーリ・ロトマンの作品等をアーカイブしており、資料には多数のロシア知識人との書簡も含まれている。

## 経歴
ユーリ・ロトマンはロシアのサンクトペテルブルクで、ユダヤ知識人階級の弁護士ミハイル・ロトマンとソルボンヌで教育を受けた歯科医師アレクサンドラ・ロトマンの間に生を受けた。彼の姉、Inna Obraztsovaはレニングラードのコンサバトリー(音楽学校)を卒業し、作曲家、音楽理論の講師となった。二番目の姉のヴィクトリア・ロトマンは心臓専門医となり、三番目の姉のリディア・ロトマンは、ロシア科学アカデミーのロシア文学科で19世紀後半を専門領域にロシア文学の研究者となった。
ロトマンは1939年に中等学校を優れた成績で卒業し、レニングラード州立大学に試験を課されることなく入学を許可された。彼は同学で文献学(Philology)を学んだ。この選択は姉リディアの学友に影響を受けたものであり、ロトマンは中等学校在籍中からすでに大学の授業に出席していた。彼の大学時代の講師としてはウラジーミル・プロップ、ボリス・トマシェフスキーを始め、Grigory Gukovsky、Mark Azadovskyらが名前を連ねる。1940年から第二次大戦中は砲兵隊の無線技士とて徴兵され、46年に大学に戻り、50年に学位を取得している。出版された初の研究論文は18、19世紀のロシア文学と社会思想を扱ったものであった。
反ユダヤ主義のせいで研究者としての地位につけず、ロトマンは1950年にエストニアを訪れタルトゥ教師協会に勤務し、54年からタルトゥ大学のロシア語、ロシア文学学部で講師としての職を得る。後に同学部の学部長になっている。
60年台の初頭、ロトマンはモスクワの構造主義言語学者のグループと学術的交流をとりつけ、1964年8月19日から29日の間Kääriku（ヴォルガ県の村）で開かれた第一次Summer School on Secondary Modeling Systems に彼らを招待した。 このサマースクールに集まった一団は後に、現在Tartu-Moscow Semiotic School の名で知られる学派を形成する。そのメンバーとしては Boris Uspensky, Vyacheslav Ivanov, Vladimir Toporov, Mikhail Gasparov, Alexander Piatigorsky, Isaak I. Revzin and Georgii Lesskis, らがあげられる。共同での仕事の結果、彼らは、Semiotics of Culture（文化の記号論）研究領域の理論的枠組みを構築した。
この学派はタルトゥ大学出版から出版した学術誌Sign Systems Studies によって広く知られる事となる。同誌は現在、記号論の学術誌としては最も歴史あるものとされている（刊行1964年）。ロトマンの研究領域は、文化の理論、ロシア文学、歴史、記号論、映画の記号論、芸術、文学、ロボティクスなど広範に及び、それらの領域でよく引用される著者の一人とされている。ロシア文学では、プーシュキン論に注力しており、記号論と構造主義の分野では、「Semiotics of Cinema」、「Analysis of the Poetic Text」、「The Structure of the Artistic Text」が最も重要視されている。1984年、ロトマンは semiosphere という概念を提唱している。1991年には、文献学での権威ある賞、Gold Medal of Philology を受賞している。

## 家族・親族
ロトマンの妻 Zara Mints もよく知られたロシア文学の研究者である。 夫婦の間には3人の息子がいる。
- Mihhail Lotman (1952年生まれ)は記号論、文学理論をタリン大学で教えた。政治活動に熱心であり、Res Publica党(保守)の一員としてエストニア議会のメンバーであった。
- Grigori Lotman (1953年生まれ)はアーティスト。
- Aleksei Lotman (1960年生まれ)生物学者で2006年から Estonia Greens党の議員として活動した。

## 没後の顕彰
2022年、生誕100周年を記念してエストニア記号学会によって特設ウェブサイト「JURI LOTMAN 100」が開設された。2022年2月にはエストニアのタリン大学、タルトゥ大学を会場に「Juri Lotman’s Semiosphere」と題した国際学会も開催された。

## 著書
- 1975. Lotman Jurij M.; Uspenskij B.A.; Ivanov, V.V.; Toporov, V.N. and Pjatigorskij, A.M. 1975. "Theses on the Semiotic Study of Cultures (as Applied to Slavic Texts)". In: Sebeok Thomas A. (ed.), The Tell-Tale Sign: A Survey of Semiotics. Lisse (Netherlands): Peter de Ridder, 57–84 ISBN 978-90-316-0030-4
- 1976. Analysis of the Poetic Text. (Translated by D. Barton Johnson.) Ann Arbor (Mich.): Ardis. ISBN 978-0-88233-106-5
- 1976. "The content and structure of the concept of "literature". PTL: A Journal for Descriptive Poetics and Theory of Literature 1(2): 339-356.
- 1976. Semiotics of Cinema. (Transl. by Mark Suino.) (Michigan Slavic Contributions.) Ann Arbor: University of Michigan Press, Семиотика кино и проблемы киноэстетики (in Russian) ISBN 978-0-930042-13-4
- 1977. The Structure of the Artistic Text. Translated from the Russian by Gail Lenhoff and Ronald Vroon. (Michigan Slavic Contributions 7.) Ann Arbor: University of Michigan, Department of Slavic Languages and Literatures. ISBN 978-0-930042-15-8
- 1978. 『文学理論と構造主義 テキストへの記号論的アプローチ』磯谷孝訳 勁草書房
- 1979. 『文学と文化記号論』磯谷孝編訳 岩波現代選書
- 1979. "The origin of plot in the light of typology". Poetics Today 1(1–2), 161–184.
- 1987. 『映画の記号論』大石雅彦訳 平凡社
- 1990. Universe of the Mind: A Semiotic Theory of Culture. (Translated by Ann Shukman, introduction by Umberto Eco.) London & New York: I. B. Tauris & Co Ltd. xiii+288 p. ISBN 978-1-85043-375-0
- 2005. "On the semiosphere". (Translated by Wilma Clark) Sign Systems Studies, 33(1): 205–229.
- 2009. Culture and Explosion. (Semiotics, Communication and Cognition 1.) Translated by Wilma Clark, edited by Marina Grishakova.De Gruyter Mouton. ISBN 978-3-11-021845-9
- 2014. Non-Memoirs. Translated and annotated by Caroline Lemak Brickman, edited by Evgenii Bershtein, with an afterword by Caroline Lemak Brickman and Evgenii Bershtein. Dalkey Archive Press: Champaign, London, Dublin. ISBN 978-1564789969.